# 永井セーラ
永井 セーラ（ながい セーラ、1978年12月24日-)は、フランス、リヨン生まれの作詞家。日本人の父親とフランス人の母親（母はスウェーデンとギリシャのハーフ、父がフランス人）の血を引く。3人姉妹の末っ子で、2歳の誕生日を迎える前に父親の出身地である横浜に戻る。再度、2年後に父親の仕事の関係でコート・ダジュールのAntibes（アンティーブ）で4年間過ごして帰国する。身長160cm。血液型はA型。国立大学法人奈良教育大学教育学部中退。作詞家エージェントには所属せずフリーで活動。 兵庫県神戸市中央区から 沖縄県沖縄市に転居。

## 略歴
- 1997年 - フリーのファッションモデルとCFモデルをしていた。 （幼少期のポートレートモデルが縁である）                                   森英恵「ハナエ・モリ」専属モデルを1年間務める。その間に森英恵の直営だった出雲の「かわせ美容室」には頻繁に足を運んだ。
- 1998年 - 初めて応募した作品が第31回 社団法人日本作詩家協会新人賞に入選。
- 1999年 - 2005年 South Marine Dr., Tumning, Guam にて事業展開のため移住し事業に注力するため作詞活動から少し距離を置く。この間にアンダーセンに所属する軍関係者が人生の伴侶となり、一女をもうける。
- 2004年10月 - 社団法人日本作詩家協会の会員となる。
- 2005年1月 - パートナーシップを組んでいた現地法人が倒産したことでGuam Officeを閉鎖する。
- 2005年3月 - かねてより神戸市中央区（北野坂）で自ら経営していたカクテルバー「クレセントムーン」を閉鎖する。
- 2005年6月 - 初めてインターネットのコミュニティに参加し各種投稿サイトでの活発な活動を知り作詞を再開し、この年の12月エンジャル編集室「北原ミレイ歌詞募集」に応募、本人作の「rfブルー」と「ヨコハマ無情」の2作が最終選考作となり、「rfブルー」が最優秀賞を受賞する。
- 2006年4月 - 本格的に作詞に取り組むために「Office TonyOne21」を神戸市中央区にて設立。5月10日、株式会社 徳間ジャパンコミュニケーションズより北原ミレイのマキシシングルCD「女友達」のC/W曲として発売される。社団法人日本音楽著作権協会に「永井セーラ」、「沙羅」、「SaRa」、「サラ・カーニー」、「ＳａＬａ」にて会員登録。
- 2008年4月 - コロムビアソングス より2008.04.10発売のアルバム【散っても愛】に、林るり子「加賀未恋」に歌詞提供　規格番号：MAB-1100　作曲 :南浩二　編曲:伊戸のりお
- 2008年10月 - コロムビアソングス より2008.10.10発売のアルバム【愛ふたたび】に石山結梨「綺羅ふたたび」歌詞提供　規格番号：MAB-1108　作曲：朝霞生　編曲：周防泰臣
- 2009年2月 - コロムビアソングスより発売された林るり子オリジナルアルバム【るり子と共に】に「加賀未恋」収録　規格番号：MAB-1116
- 2010年12月 - 「愛の詩集　ラストショー＃1」「愛の詩集　ラストショー＃2」でじたる書房より出版（週刊ベストセラー）
- 2011年5月 - コロムビアソングスより発売の歌手生活10周年記念アルバム　美咲有里【女の旅路】「綺羅ふたたび」収録。
- 2011年9月 - 以前より幾度となく訪れていた沖縄に個人事務所である「Office TonyOne21」の沖縄事務所を開設。
- 2012年3月 - 一般社団法人 日本音楽著作権協会(JASRAC)の東日本大震災の被災地の復興と音楽文化の振興に役立ることを目的とした震災復興支援基金「こころ音（ね）基金」を拠出するたの、「こころ音（ね）プロジェクト」に自身も阪神・淡路大地震 を体験していることから、賛同して作品『復活－時の翼－』を作詞で参加。
- 2013年4月 - 藤田まことのバックバンド(1985～2009/04/09)のメンバーで作曲家でもある橋川純巳が、藤田まことに提供する予定であった『こころの旅・春から春へ・』の作詩を担当する。これは、藤田まことの著書である『最期』で藤田まことの兄が沖縄で戦死したことが記されているが、生前に藤田まことが「橋川純巳に兄への思いを込めたような曲があればいいのだけれど…」と相談され制作した。この楽曲は2013年4月に発売されたアルバム『藤田まことに捧ぐ・ゆいまーる』[規格番号：HSK-0930]のなかに収録されているが藤田まこと自身歌う事が出来なかった。

## 人物
- 1998年の第31回 社団法人 日本作詩家協会新人賞に入選した作品は、公表の意思が無いままに創作した作品である。
- 「rfブルー」（作曲：樋口義高、編曲：若草恵）は作詞家としてのメジャーデビュー作品で北原ミレイの「女友達」のC/Wとして収録。

2006年5月USEN CG-37chの「週刊エンジャル」のエンディングテーマソングに起用される。
- 愛車は『メルセデス・ベンツ・Sクラス』

### エピソード
- 録音は株式会社キング関口台スタジオで行われたが、偶然にも永井セーラと親交のあるサックスの平原まことや松田真人も参加していた。

随所にフラメンコ調ガット・ギターのフィル・インやアドリブとタンゴ調のアレンジが入り、平原まこととトランペットの数原晋等のブラスセクションや松田真人のピアノ、小池弘之のストリングス・セクションでよりメリハリとパンチのあるサウンドになっている。
また、平原まことと松田真人は共に「安全地帯」のステージサポートメンバーでもあった。
- 交流があった平原綾香が平原綾香のConcert Tour 2007 ～そら～で初めてコンサートが沖縄で公演されることとなり2007年6月1日に沖縄コンベンションセンター劇場棟に応援に出向き、そこで平原綾香の父親でサックス奏者である平原まこととも久しぶりの再会となった。
- 2011年11月26日に安全地帯のコンサートツアー「田園 ～ 結界」が沖縄コンベンションセンター劇場棟で追加公演となったため応援に出向いた。当日は玉置浩二が風邪気味ということだったが玉置浩二とメンバー、そして松田真人と短時間の談笑をして過ごした。しかし、その後に公演当日は玉置浩二がマイコプラズマ肺炎を患ってのステージだったと知った。
- 神戸在住時には桑名正博とも親交があったが、那覇市での桑名＆ジョー山中のライブに行ったのが最後の別れとなる。